# Spermogonie

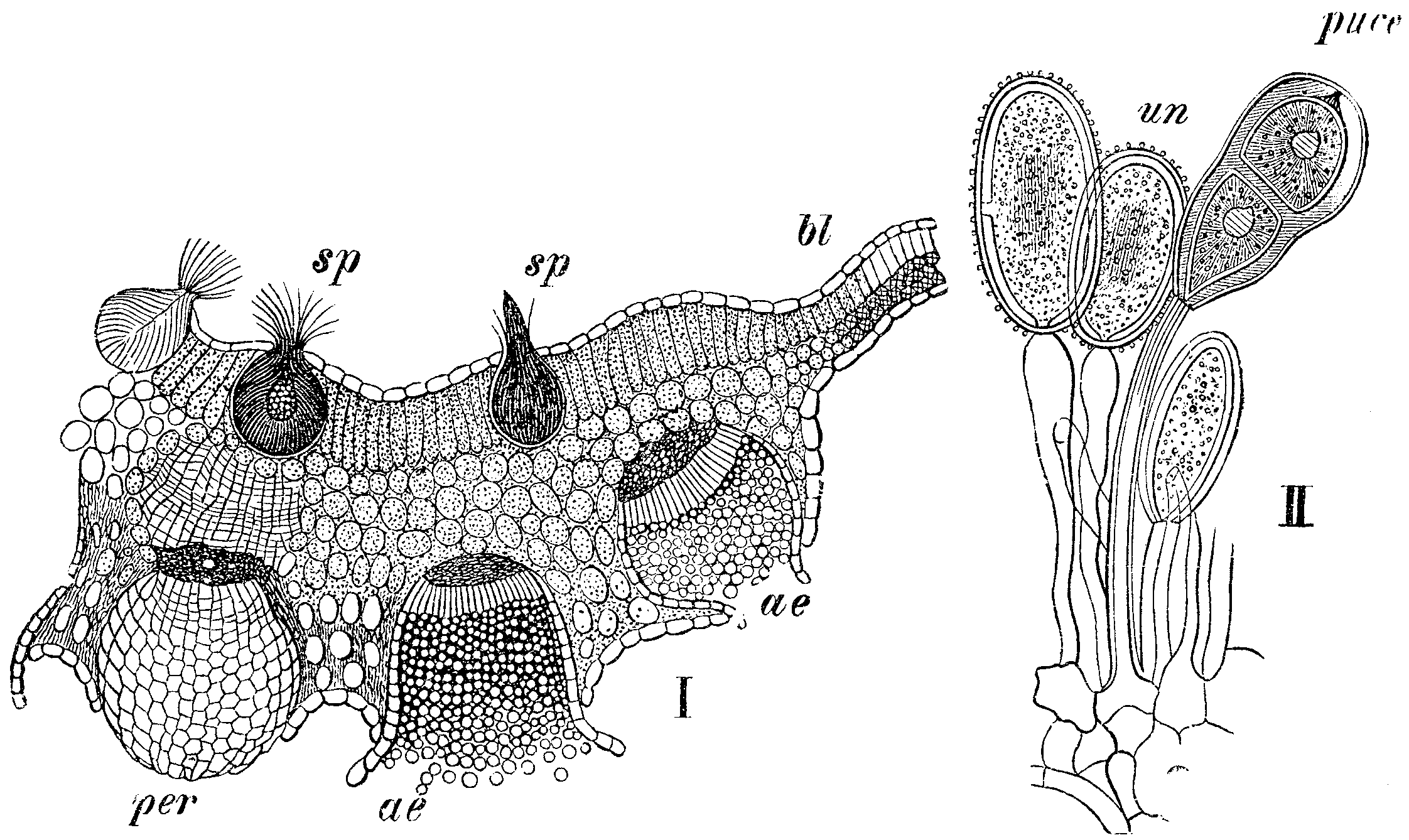
Schematische Zeichnung eines von Rostpilzen befallenen Blattes im Querschnitt. Zu sehen sind verschiedene Aecienformen (per – Peridermie; ae – aufplatzende Aecidie) und Spermogonien (sp) der Nebenfruchtform (I) sowie Uredo- (un) und Teliosporen (pucc) der Hauptfruchtform.

Die Spermogonie beziehungsweise das Spermogonium ist eine Form des Sporenlagers, die vor allem bei der Nebenfruchtform der Rostpilze (Pucciniales), aber auch bei anderen Pilzen, auftritt. Spermogonien sind Myzelstrukturen, die kleine, einkernige Sporen, die sogenannten Spermatien produzieren. Sie erscheinen meist als kleine, dunkle Warzen auf der Wirtsoberfläche und entstehen bei Rostpilzen als erste einkernige Form aus keimenden Basidiosporen. Neben der Produktion von Spermatien dienen sie auch deren Aufnahme und damit der Befruchtung des Myzels mit Zellkernen eines anderen Paarungstyps. Dieser Austausch erfolgt über Windverbreitung oder durch Insekten, die als Vektoren dienen. Zu diesem Zweck produzieren Spermogonien häufig süßlichen Nektar. Spermatien können sowohl als befruchtende Zelle als auch als Konidie fungieren; Spermogonien umfassen im engeren Sinne nur solche Sporenlager, die sowohl der Befruchtung als auch der Verbreitung dienen. Da die Ökologie vieler Pilze oft nur unzureichend erforscht ist, wird in unklaren Fällen deshalb meist der Begriff der Pyknie verwendet.

## Entstehung und Aufbau

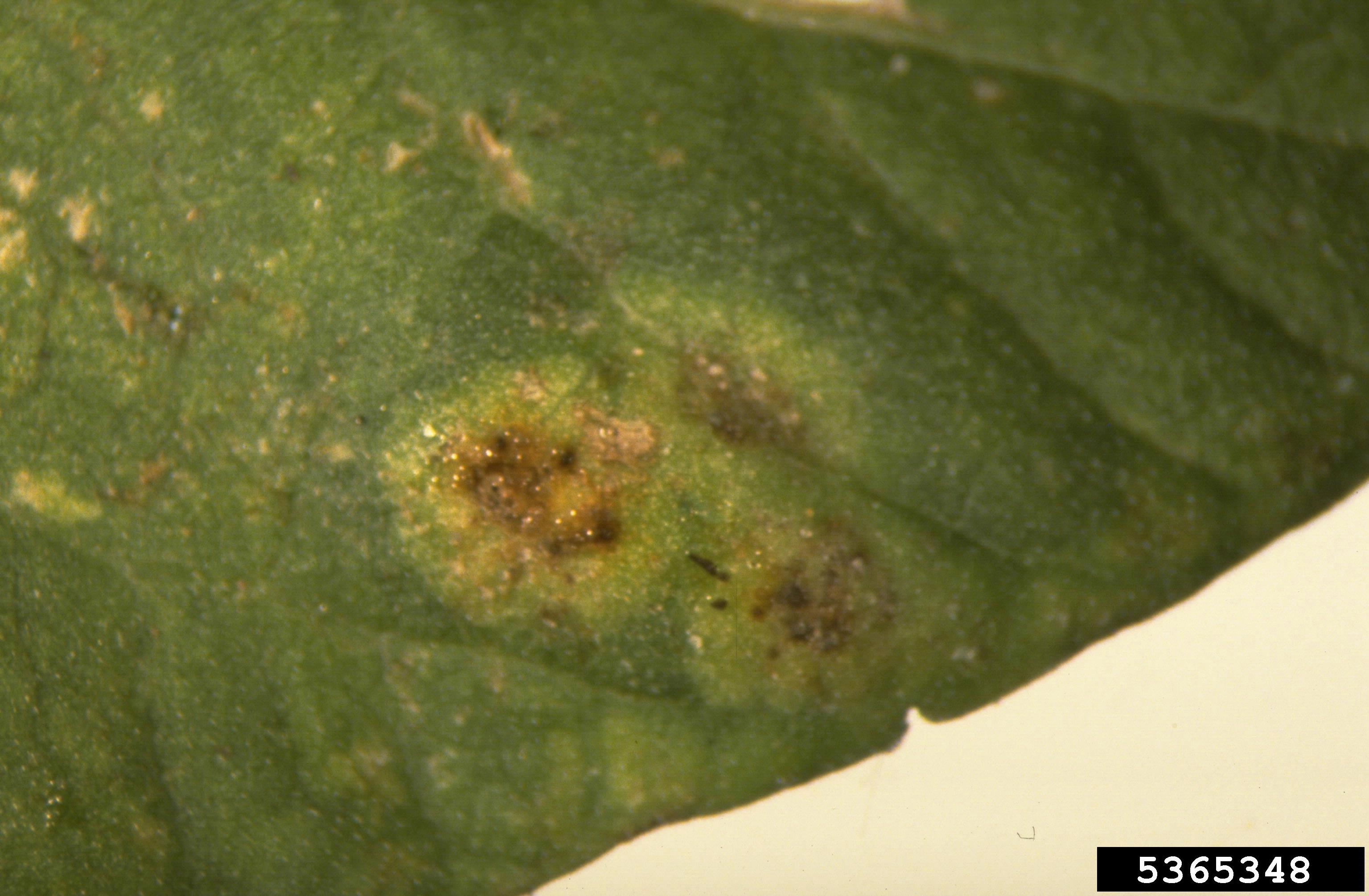
Spermogonien von Uromyces appendiculatus auf dem Blatt einer Gartenbohne (Phaseolus vulgaris)

Spermogonien können sehr unterschiedlich aufgebaut sein. So gibt es kugel- und kuppelförmige Spermogonien, bei denen die Spermatien produzierende Schicht entweder schüsselförmig oder flach angeordnet ist. Diese Schicht produziert relativ kleine Sporen durch ungeschlechtliche Teilung und wächst bei den Rostpilzen zunächst unter der Epidermis, bevor sie im Spätstadium aus ihr hervorbricht. Mit bloßem Auge sind Spermogonien meist nur als kleine, dunkle Erhebungen oder durch die verfärbte Umgebung zu erkennen. Oft ist die Sporen produzierende Schicht von gewundenen Hyphen umgeben, die als Empfängnishyphen dienen. Das gesamte Myzel einer Spermogonie entsteht aus einer einkernigen, keimenden Basidiospore und ist folglich ebenfalls einkernig. Um an Zellkerne eines anderen Paarungstyps zu kommen, die für die geschlechtliche Fortpflanzung der Pilze nötig sind, sondern viele Spermogonien klebrigen, süßen Nektar ab. Er enthält Spermatien und lockt Insekten an, die die Sporen der Pilze von Pflanze zu Pflanze tragen. Dadurch tragen sie nicht nur zur räumlichen Verbreitung bei, sondern versorgen die eingeschlechtlichen Spermogonien auch mit den ihnen fehlenden Kernen.
Haben die Empfängnishyphen die passenden Kerne aufgenommen, formen sie durch Zellteilung ein doppelkerniges Myzel aus, das aber immer noch haplont ist. Aus diesem Myzel entstehen Aecien, die dann zweikernige Sporen produzieren. Diese bilden wiederum die Basis für Telien, in deren Teliosporen die Kerne schließlich verschmelzen und ein neuer Chromosomensatz entsteht. Dass die Hyphen und Sporen von Spermogonien als Gameten fungieren, konnte 1927 erstmals John Hubert Craigie demonstrieren. Bis zu diesem Zeitpunkt war ihre Rolle im Lebenszyklus der Rostpilze unklar gewesen.

## Taxonomische Bedeutung
Anders als Aecien, Uredien und Telien werden Spermogonien nicht direkt als taxonomisches Kriterium herangezogen, weil sie immer gemeinsam mit Aecien auftreten. Zwar ist ihre jeweilige Struktur oft ausschlaggebend, wenn zwei ähnliche Arten unterschieden werden soll, sie ist aber keine Grundlage für Formtaxa wie etwa bei Telien oder Aecien. Allerdings lassen sich Spermogonien der Rostpilze nach ihrer Morphologie in verschiedene Gruppen einteilen, die wiederum eine wichtige Grundlage für die Einteilung dieser Gruppe darstellten, bevor molekulargenetische Analysen verfügbar waren.